# Attentats du 11 juillet 1985 à Koweït
 (juin 2023).
Les attentats du 11 juillet 1985 à Koweït sont survenus le 11 juillet 1985 lorsque deux bombes ont explosé dans deux cafés de la ville de Koweït, au Koweït, tuant 11 personnes et en blessant 89 autres. Un groupe affilié à l'Organisation palestinienne Abou Nidal a revendiqué la responsabilité de l'attaque, avec l'Organisation du Jihad islamique affiliée au Hezbollah.

## Attentats
Le premier attentat à la bombe a eu lieu au Al Sharq, un café en bord de mer, alors que les familles se rassemblaient à la veille d'un jour saint musulman, et la deuxième explosion s'est produite dans le quartier densément peuplé de Salmiyeh.

## Conséquences
Une session d'urgence du cabinet du gouvernement koweïtien a été convoquée sous la direction du ministre des Affaires étrangères, le cheikh Sabah al-Ahmad al-Jaber al-Sabah, alors Premier ministre par intérim. Les autorités ont fermé l'Aéroport international de Koweït aux vols sortants en réponse "par mesure de précaution".
En janvier 1987, deux hommes ont été condamnés à mort pour les attentats, un troisième à la réclusion à perpétuité et un quatrième à une peine de trois ans de prison.